# Abdullah Al-Karni
Abdullah Al-Karni (in arabo عبد الله القرني‎?; 8 agosto 1976) è un ex calciatore saudita.

## Carriera
Con la propria Nazionale ha partecipato ai Giochi olimpici del 1996.